# Maggie Wall

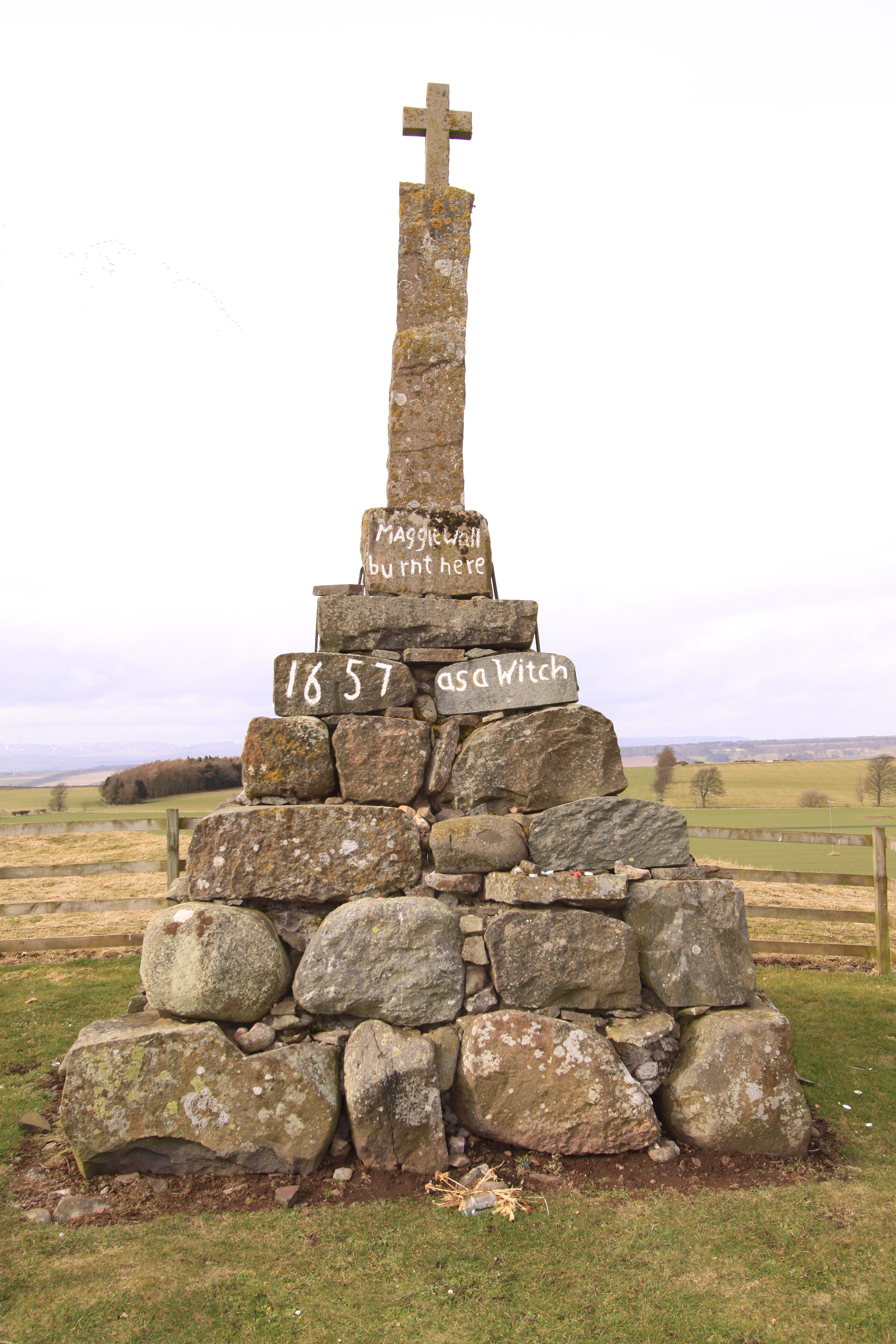
Memorial de Maggie Wall

Maggie Wall (? - Perthshire, c. 1657) fue una mujer escocesa, que se cree que fue quemada por bruja. Es más conocida por el monumento conmemorativo en Dunning, Perthshire, que lleva la inscripción "Maggie Wall fue quemada aquí en 1657 por bruja". Se afirma que un cráneo expuesto en el pub Saracen Head en Gallowgate, Glasgow, es el de Wall.

## Biografía
No existe ningún registro público de Maggie Wall, el único registro que hay de ella es en relatos anecdóticos e historias; sigue siendo un misterio saber si realmente existió. Se cree que Wall fue condenada por brujería en el siglo XVII, como parte de los juicios de brujas escocesas.
Existen varias teorías sobre su identidad. Una teoría sugiere que era miembro de la familia Rollos del castillo de Duncrub, cerca de Dunning, Perthshire. Otra sugiere que ella fue parte de un grupo de 120 mujeres que atacaron a un grupo del Presbiterio de Perth que se disponía a disciplinar a un ministro, el reverendo George Muschet. El grupo de mujeres pretendía proteger a Muschet de ser castigado, pero se cree que Wall pudo verse envuelta en ello y posteriormente quemada como bruja.
En Escocia, cuando una mujer era condenada por brujería durante un juicio, era costumbre estrangularla hasta la muerte antes de quemarla. Los registros afirman que entre 6 y 9 mujeres fueron condenadas como brujas y ejecutadas en Dunning.

## Monumento
Un monumento conmemorativo a Wall está situado aproximadamente a 1 milla (1,6 km) al oeste de Dunning. El monumento de piedra mide aproximadamente 20 pies (6 m) de altura y se asemeja a un cairn. Está coronado por una cruz de piedra y lleva pintada la inscripción "Maggie Wall fue quemada aquí en 1657 por bruja".
El monumento es el único conocido erigido en memoria de una bruja en Escocia. El primer registro del monumento aparece alrededor de 1800,pero no se sabe con exactitud cuándo fue erigido.
El autor Geoff Holder intentó descubrir más información sobre Maggie Wall y el monumento en su libro Paranormal Perthshire. Holder concluyó que el monumento era muy probablemente un obituario o cenotafio en honor a todas las mujeres quemadas como brujas en Dunning, y que Maggie Wall era una figura compuesta, llamada así por la tierra circundante.